# Landesregierung
Als Landesregierung bezeichnet man die obersten kollegialen Regierungs- und Verwaltungsorgane der Gliedstaaten eines Bundesstaats oder in autonomen Gebietskörperschaften eines dezentralisierten Einheitsstaats.
- Deutschland, siehe Landesregierung (Deutschland)
- Österreich, siehe Landesregierung (Österreich)
- Südtirol, siehe Südtiroler Landesregierung

Da die Gliedstaaten in der Schweiz nicht als Länder, sondern als Kantone bezeichnet werden, ist die analoge Schweizer Bezeichnung Kantonsregierung. Der Begriff Landesregierung hingegen ist in der Schweiz eine geläufige Umschreibung des Bundesrates.